# NGC 4414
NGC 4414 (również PGC 40692 lub UGC 7539) – galaktyka spiralna (Sc), znajdująca się w gwiazdozbiorze Warkocza Bereniki w odległości 60 milionów lat świetlnych. Została odkryta 13 marca 1785 roku przez Williama Herschela.
W galaktyce tej zaobserwowano supernowe SN 1974G i SN 2013df.